# Corymbia clarksoniana
Corymbia clarksonisana ist eine Pflanzenart aus der Gattung Corymbia innerhalb der Familie der Myrtengewächse (Myrtaceae). Sie kommt in Queensland und im angrenzenden, nördlichen New South Wales vor und wird dort „Clarkson’s Bloodwood“ genannt.

## Beschreibung

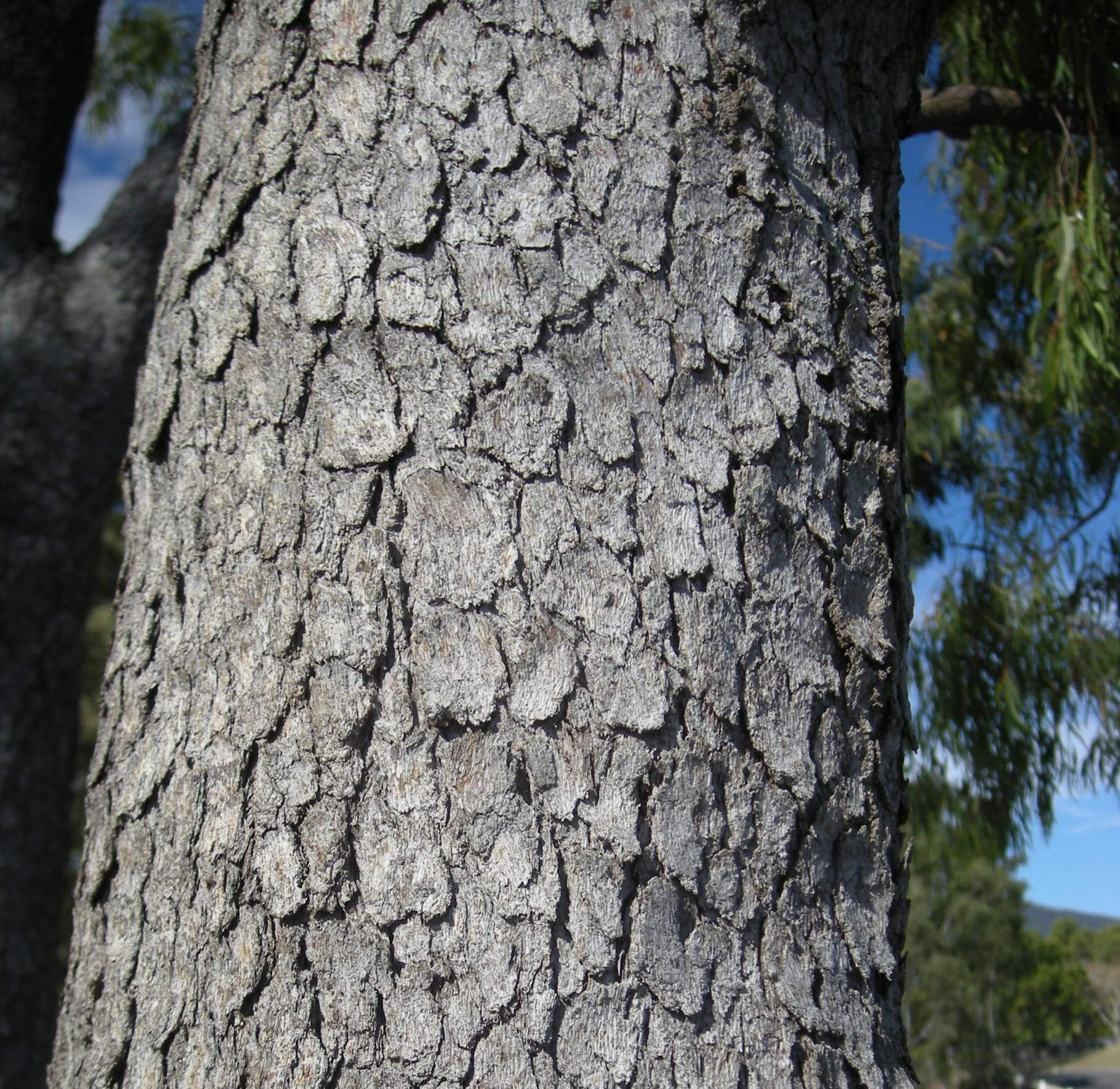
Borke

### Erscheinungsbild und Blatt
Corymbia clarksoniana wächst als Baum, der Wuchshöhen bis über 20 Metern erreicht. Die Borke verbleibt am gesamten Stamm, ist rotbraun bis grau-braun, schachbrettartig und besitzt keine Drüsen. Die Rinde der kleinen Zweige ist grün. Im Mark sind Öldrüsen vorhanden. Der Stammdurchmesser erreicht über 70 Zentimeter.
Bei Corymbia clarksoniana liegt Heterophyllie vor. Die Laubblätter sind immer in Blattstiel und -spreite gegliedert. Die Blattspreite an jungen Exemplaren ist lanzettlich bis eiförmig und besitzt steife Drüsenhaare. Die Blattspreite an mittelalten Pflanzen ist bei einer Länge von etwa 18 Zentimetern und einer Breite von etwa 0,5 Zentimetern elliptisch bis breit-lanzettlich, gerade, ganzrandig und glänzend grün. Die Blattspreite an erwachsenen Exemplaren ist relativ dünn, bei einer Länge von 12 bis 20 Zentimetern und einer Breite von 1,4 bis 3,5 Zentimetern schmal-lanzettlich bis lanzettlich, gerade, mit sich verjüngender Spreitenbasis und spitzem oberen Ende. Ihre Blattober- und -unterseite ist verschieden matt grau-grün gefärbt. Die kaum erkennbaren Seitennerven gehen in geringen Abständen in einem stumpfen Winkel vom Mittelnerv ab. Auf jeder Blatthälfte gibt es einen ausgeprägten, durchgängigen, sogenannten Intramarginalnerv; er verläuft in geringem Abstand am Blattrand entlang. Die Keimblätter (Kotyledonen) sind fast kreisförmig.

### Blütenstand und Blüte
Endständig auf einem bei einer Länge von 8 bis 20 mm und einem Durchmesser von bis zu 3 mm im Querschnitt stielrunden, schmal abgeflachten oder kantigen Blütenstandsschaft steht ein zusammengesetzter Blütenstand, der aus doldigen Teilblütenständen mit jeweils etwa sieben Blüten besteht. Der Blütenstiel ist bei einer Länge von 4 bis 9 mm im Querschnitt stielrund.
Die ei- oder keulenförmige Blütenknospe ist 6 bis 10 mm lang, 4 bis 6 mm breit und kann blau-grün bemehlt oder bereift sein. Die Kelchblätter bilden eine Calyptra, die bis zur Öffnung der Blüte (Anthese) vorhanden bleibt. Die glatte Calyptra ist halbkugelig, ein Drittel bis halb so lang wie der glatte Blütenbecher (Hypanthium) und schmaler als dieser. Die Blüten sind weiß oder cremefarben.

### Frucht und Samen
Die gestielte Frucht ist bei einer Länge von 12 bis 21 mm und einem Durchmesser von 10 bis 15 mm ei- oder urnenförmig und vierfächerig. Der Diskus ist eingedrückt und die Fruchtfächer sind eingeschlossen.
Der regelmäßige und seitlich abgeflachte, kahn- oder eiförmige Samen besitzt eine netzartige, matte bis seidenmatte, rotbraune Samenschale. Das Hilum befindet sich am oberen Ende des Samens.

## Vorkommen
Das natürliche Verbreitungsgebiet von Corymbia clarksoniana ist die gesamte Osthälfte von Queensland und das angrenzende, nördliche und nordöstliche New South Wales.

## Taxonomie
Die Erstveröffentlichung erfolgte 1987 durch Dennis John Carr und Stella Grace Maisie Carr unter dem Namen (Basionym) Eucalyptus clarksoniana D.J.Carr & S.G.M.Carr in Eucalyptus II – The rubber cuticle, and other studies of the Corymbosae, S. 209. Das Typusmaterial weist die Beschriftung Clarkson, J.R. 3590 15 Oct. 1980, 7.6 km from Killarney on track to New Dixie 15°55’’ 141° 44’’ Holo: QRS. Iso: BRI. auf. Die Neukombination zu Corymbia clarksoniana (D.J.Carr & S.G.M.Carr) K.D.Hill & L.A.S.Johnson erfolgte 1995 unter dem Titel Systematic studies in the eucalypts. 7. A revision of the bloodwoods, genus Corymbia (Myrtaceae) in Telopea, Volume 6 (2–3), S. 259. Weitere Synonyme für Corymbia clarksoniana (D.J.Carr & S.G.M.Carr) K.D.Hill & L.A.S.Johnson sind Corymbia maritima K.D.Hill & L.A.S.Johnson, Corymbia ligans subsp. burdekinensis K.D.Hill & L.A.S.Johnson, Corymbia dolichocarpa (D.J.Carr & S.G.M.Carr) K.D.Hill & L.A.S.Johnson, Eucalyptus dolichocarpa D.J.Carr & S.G.M.Carr und Eucalyptus novoguinensis D.J.Carr & S.G.M.Carr.